# باربورا اشپوتاکووا
باربورا اشپوتاکووا (متولد ۳۰ ژوئن ۱۹۸۱) یک ورزشکار اهل چک در رشته پرتاب نیزه است. او قهرمان کنونی المپیک و همین‌طور دارندهٔ رکورد جهانی است.

## حرفه
اشپوتاکووا در دانشگاه مینه‌سوتا از بهترین ورزشکاران ایالات متحده بود و در مسابقات اروپایی سال ۲۰۰۶ در گوتنبرگ مدال نقره گرفت.
در سال ۲۰۰۷ اشپوتاکووا در ۲۰۰۷ اوساکا در اوساکا دو بار رکورد ملی چک (۶۶٫۲۱ متر را که از سال ۲۰۰۶ خودش دارندهٔ آن بود) را بهبود بخشید. او در نخستین تلاشش به ۶۶٫۴۰ متر رسیده و در سومین تلاشش با ۶۷٫۰۷ متر پیش از ورزشکار آلمانی کریستینا اوبرگفول با ۶۶٫۴۶ متر ایستاده و مدال طلایش را حتمی کرد. اشپوتاکووا هفتمین زن در جهان بود که به رکورد ۶۷ متر رسید. مهم‌تر از آن در سال ۲۰۰۸ در آخرین پرتابش با ۷۱٫۴۲ متر برندهٔ المپیک شده و رکورد جدیدی برای اروپا به دست آورد.
در فینال مسابقات جام جهانی سال ۲۰۰۸ در ۱۳ سپتامبر ۲۰۰۸ در راند اول با پرتاب ۷۲٫۲۸ متر رکورد جهان را شکسته و برندهٔ مسابقات شد.
اشپوتاکووا در شروع حرفهٔ خود ورزشکار هفتگانه بود و در مسابقات جوانان جهان در سال ۲۰۰۰ نفر چهارم شد. اشپوتاکووا همچنین قبل از رفتن به ایالات متحده به منظور اخذ تخصص در رشتهٔ پرتاب نیزه در مسابقات چندگانه بین‌المللی که در سال ۲۰۰۰ در شهر هکسهام برگزار شده بود برنده شد. او در حال حاضر یکی از اعضای نخبه گروه ورزشی ارتش باشگاه فوتبال دوکلا پراگ است. تا پایان فصل ۲۰۱۰ مربی او Rudolf Černý بود که او را از سطح یک نخبه ملی در رشته هفتگانه به سطح دارندهٔ رکورد جهانی در رشتهٔ پرتاب نیزه زنان رساند. قبل از فصل ۲۰۱۱ او اعلام کرد که یان ژلزنی مربی او خواهد شد. در پایان سال ۲۰۱۰ در سرشماری سالانه فدراسیون چک برای چهارمین بار به عنوان «ورزشکار سال» برگزیده شد. در سال ۲۰۱۱ هم برای پنجمین بار این عنوان را کسب کرد. باربارا اشپوتاکووا به‌طور متوالی در المپیک ۲۰۰۸ بیجینگ و المپیک ۲۰۱۲ لندن برنده شد.
اشپوتاکووا در ماه مه ۲۰۱۳ صاحب پسری به نام جانک شده و در آن سال در مسابقات جهانی مسکو شرکت نکرد.
سرانجام اشپوتاکووا در سال ۲۰۱۴ با پرتاب ۶۴٫۴۱ متر عنوان بزرگ برندهٔ مسابقات قهرمانی اروپا را در زوریخ سوییس بدست آورده و از خطر فراموشی جست.

## دستاوردها
| سال               | مسابقه                             | محل برگزاری       | مقام              | توضیحات            |                   |
| نماینده جمهوری چک | نماینده جمهوری چک                  | نماینده جمهوری چک | نماینده جمهوری چک | نماینده جمهوری چک  | نماینده جمهوری چک |
| ----------------- | ---------------------------------- | ----------------- | ----------------- | ------------------ | ----------------- |
| ۲۰۰۰              | مسابقات جهانی جوانان               | سانتیاگو، شیلی    | چهارم             | ۵۶۸۹ pts (هفتگانه) |                   |
| ۲۰۰۳              | بیست و سومین مسابقات قهرمانی اروپا | بیدگوشچ، لهستان   | ششم               | ۵۶٫۶۵ متر          |                   |
| ۲۰۰۴              | بازیهای المپیک                     | آتن، یونان        | بیست و سوم        | ۵۸٫۲۰ متر          |                   |
| ۲۰۰۵              | Universiade                        | ازمیر، ترکیه      | اول               | ۶۰٫۷۳ متر          |                   |
| ۲۰۰۵              | فینال مسابقات جهانی                | مونت‌کارلو، موناکو | پنجم              | ۶۱٫۶۰ متر          |                   |
| ۲۰۰۶              | مسابقات قهرمانی اروپا              | یوتبری، سوئد      | دوم               | ۶۶٫۱۲ متر PB       |                   |
| ۲۰۰۶              | فینال مسابقات جهانی                | اشتوتگارت، آلمان  | اول               | ۶۶٫۲۱ متر NR       |                   |
| ۲۰۰۷              | قهرمانی جهان                       | اوزاکا، ژاپن      | اول               | ۶۷٫۰۷ متر NR       |                   |
| ۲۰۰۷              | فینال مسابقات جهانی                | اشتوتگارت، آلمان  | اول               | ۶۷٫۱۲ متر NR       |                   |
| ۲۰۰۸              | بازیهای المپیک                     | بیجینگ، چین       | اول               | ۷۱٫۴۲ متر ER       |                   |
| ۲۰۰۸              | فینال مسابقات جهانی                | اشتوتگارت، آلمان  | اول               | ۷۲٫۲۸ متر WR       |                   |
| ۲۰۰۹              | مسابقات جهانی                      | برلین، آلمان      | دوم               | ۶۶٫۴۲ متر          |                   |
| ۲۰۰۹              | فینال مسابقات جهانی                | سالونیک، یونان    | دوم               | ۶۳٫۴۵ متر          |                   |
| ۲۰۱۰              | قهرمانی اروپا                      | بارسلونا، اسپانیا | سوم               | ۶۵٫۳۶ متر          |                   |
| ۲۰۱۱              | قهرمانی جهان                       | دئگو، کره جنوبی   | دوم               | ۷۱٫۵۸ متر          |                   |
| ۲۰۱۲              | بازیهای المپیک                     | لندن، انگلستان    | اول               | ۶۹٫۵۵ متر          |                   |
| ۲۰۱۴              | مسابقات قهرمانی اروپا              | زوریخ، سوییس      | اول               | ۶۴٫۴۱ m            |                   |
| ۲۰۱۴              | IAAF Continental Cup               | شهر مراکش، مراکش  | اول               | ۶۵٫۵۲ m            |                   |
| ۲۰۱۵              | مسابقات جهانی                      | پکن، چین          | نهم               | ۶۰٫۰۸متر           |                   |